# Встреча Олега с кудесником
«Встреча Олега с кудесником» — акварель Виктора Васнецова. Написана в 1899 году в рамках цикла иллюстраций к «Песни о вещем Олеге» А. С. Пушкина.
В оформлении поэмы Васнецов заимствовал мотивы древнерусских традиций оформления книг. Помимо собственно иллюстраций, Васнецов разработал буквицы, композиции, заставки. Цикл «Песнь о вещем Олеге» Васнецова оказал значительное влияние на развитие русской книжной иллюстрации, в частности на Ивана Билибина и художников объединения «Мир искусства».
По сообщениям некоторых российских СМИ в марте 2010 года, акварель была использована в оформлении обложки книги националиста-неоязычника Алексея Добровольского «Волхвы», которая была признана экстремистским материалом. При этом в некоторых СМИ было указано, что экстремистской была признана и обложка книги, что было опровергнуто судом.